# Jerzy Mazur
Jerzy Mazur (Hawłowice, 5 agosto 1953) è un vescovo cattolico e missionario polacco, dal 17 aprile 2003 vescovo di Ełk.

## Biografia
Jerzy Mazur è nato a Hawłowice il 5 agosto 1953.

### Formazione e ministero sacerdotale
Il 1º luglio 1972 è entrato nel noviziato della Società del Verbo Divino e ha iniziato gli studi al seminario teologico verbita di Pieniężno. L'8 settembre 1972 ha pronunciato i primi voti. L'8 settembre 1978 ha emesso la professione solenne.
Il 22 aprile 1979 è stato ordinato presbitero da monsignor Ignacy Marcin Tokarczuk, vescovo di Przemyśl. Poco dopo si è laureato all'Università Cattolica di Lublino. Dal 1979 al 1980 è stato vicario parrocchiale a Nysa. Nel 1980 è stato inviato a Roma per studi. Nel 1982 si è laureato in missiologia alla Pontificia Università Gregoriana.
Dal 1983 al 1986 ha operato come missionario in Ghana. Dopo essere tornato in Polonia ha prestato servizio nel seminario teologico verbita di Pieniężno come prefetto dal 1986 e docente di missiologia dal 1987. Nel 1989 è diventato consigliere della provincia polacca dei verbiti.
Nel 1992 è stato inviato a Baranowicz, in Bielorussia. Lì è stato parroco della parrocchia di Nostra Signora di Fatima. Ha creato la parrocchia ex novo e costruito una chiesa parrocchiale. Ha fondato un collegio catechistico di cui è stato direttore. Dal 1994 al 1998 è stato direttore della rivista Dialog. Nel 1994 è stato nominato presidente della commissione catechistica della diocesi di Pinsk. Ha partecipato all'organizzazione del sinodo dell'arcidiocesi di Minsk-Mahilëŭ e della diocesi di Pinsk e dal 1996 è stato membro del comitato organizzatore e segretario del comitato di coordinamento. In preparazione del Giubileo del 2000, dal 1997 è stato responsabile delle questioni ecumeniche. In seno al suo ordine nel 1992 è diventato superiore distrettuale e nel 1997 superiore della regione degli Urali, che comprendeva il territorio di Bielorussia, Russia e Ucraina.

### Ministero episcopale
Il 23 marzo 1998 papa Giovanni Paolo II lo ha nominato vescovo ausiliare dell'amministrazione apostolica di Novosibirsk e titolare di Tabunia. Ha ricevuto l'ordinazione episcopale il 31 maggio successivo nella cattedrale della Trasfigurazione a Novosibirsk dall'arcivescovo John Bukovsky, nunzio apostolico nella Federazione Russa, co-consacranti l'amministratore apostolico della Siberia Occidentale Joseph Werth e il vescovo ausiliare di Leopoli degli Ucraini Julijan Gbur.
Il 23 novembre 1999 lo stesso papa Giovanni Paolo II lo ha nominato primo amministratore apostolico della Siberia Orientale.
Nel 2000 è stato nominato anche amministratore apostolico di Južno-Sachalinsk.
L'11 febbraio 2002 papa Giovanni Paolo II ha elevato l'amministrazione apostolica a diocesi e lo ha nominato suo primo vescovo.
Grazie al suo coinvolgimento nei colloqui con le autorità statali e i rappresentanti della Chiesa ortodossa russa, nel 2000 è riuscito a consacrare la cattedrale della Trasfigurazione a Irkutsk. Nell'aprile del 2002 è stato arrestato all'aeroporto di Mosca durante il suo viaggio di ritorno a Irkutsk e inviato forzosamente in Polonia. Ha preso residenza nella casa verbita di Michałowice, da dove ha guidato la sua diocesi fino all'aprile del 2003.
Il 17 aprile 2003 papa Giovanni Paolo II lo ha nominato vescovo di Ełk. Ha preso possesso della diocesi il 9 giugno successivo.
Nel dicembre del 2005 e nel febbraio del 2014 ha compiuto la visita ad limina.
In seno alla Conferenza episcopale della Polonia è stato membro del gruppo per i contatti con la Conferenza episcopale lituana, della commissione per le missioni e della commissione di beneficenza. È stato anche presidente dell'ufficio missionario nazionale e membro del consiglio di sorveglianza della Caritas.
Ha ricevuto la medaglia della Fondazione "Golgota dell'Est" nel 2003, la medaglia d'onore al merito per il Voivodato della Varmia-Masuria nel 2009 e la croce d'oro al merito dal presidente della Repubblica di Polonia Andrzej Duda nel 2019.

## Genealogia episcopale e successione apostolica
La genealogia episcopale è:
- Cardinale Scipione Rebiba
- Cardinale Giulio Antonio Santori
- Cardinale Girolamo Bernerio, O.P.
- Arcivescovo Galeazzo Sanvitale
- Cardinale Ludovico Ludovisi
- Cardinale Luigi Caetani
- Cardinale Ulderico Carpegna
- Cardinale Paluzzo Paluzzi Altieri degli Albertoni
- Papa Benedetto XIII
- Papa Benedetto XIV
- Papa Clemente XIII
- Cardinale Marcantonio Colonna
- Cardinale Giacinto Sigismondo Gerdil, B.
- Cardinale Giulio Maria della Somaglia
- Cardinale Carlo Odescalchi, S.I.
- Cardinale Costantino Patrizi Naro
- Cardinale Lucido Maria Parocchi
- Papa Pio X
- Papa Benedetto XV
- Papa Pio XII
- Cardinale Eugène Tisserant
- Papa Paolo VI
- Cardinale Agostino Casaroli
- Arcivescovo John Bukovsky, S.V.D.
- Vescovo Jerzy Mazur, S.V.D.

La successione apostolica è:
- Arcivescovo Adrian Józef Galbas, S.A.C. (2020)
- Vescovo Dariusz Zalewski (2022)